# Federación Nacional Universitaria de Deportes
La Federación Nacional Universitaria de Deportes (Fenaude) es una organización deportiva conformada por instituciones de Educación Superior en Chile reconocida por el gobierno, Ministerio del Deporte y Comité Olímpico de Chile que en consecuencia con sus estatutos, tiene como misión principal “velar por el fomento y desarrollo de la educación física, el deporte, la recreación y la vida saludable en las instituciones que la componen, con el propósito de contribuir a la formación integral de los futuros profesionales.

## Organización
Está constituida por 27 universidades, 25 del Consejo de Rectores, 2 universidades privadas y tiene presencia en 13 de las 15 regiones del país dicha federación es la encargada y responsable de la delegación chilena en las Universiadas , Fisu America Games y Juegos Sudamericanos Universitarios ya que es el organismo afiliado a los entes reguladores del deporte universitario a nivel mundial como FISU, a nivel sudamericano como la Confederación Sudamericana Universitaria de Deportes y americano como FISU America.

## Eventos
Fenaude celebra sus campeonatos nacionales Universitarios de forma anual en un periodo entre septiembre y noviembre en diferentes sedes a nivel nacional previamente postuladas.
- Campeonatos Nacionales Universitarios Chile

A nivel internacional participan en eventos importantes entre naciones a nivel universitario como:
- Universiadas
- Fisu America Games
- Juegos Universitarios Sudamericanos

## Deportes
La función principal de la institución es promover el deporte universitario en cualquier disciplina por ende todos los deportes del programa FISU son apoyados por dicha entidad pero actualmente cuenta con Campeonatos nacionales en 21 deportes.
| - Cross Country(2) - Baloncesto 3x3 (2) - Balonmano (2) - Escalada deportiva (2) - Fútbol (2) - Natación (2) | - Gimnasia artística (1) - Gimnasia Rítmica (1) - Halterofilia (2) - Hockey (1) - Judo (2) - Karate (2) | - Rugby 7 (2) - Tenis (2) - Tenis de mesa (2) - Fútbol de playa (2) - Vóley playa (2) |

## Miembros actuales
| Logo | Institución                                           | Localización       | Fundada | Zona        | Tipo     | siglas | Apodo                  | Colores |
| ---- | ----------------------------------------------------- | ------------------ | ------- | ----------- | -------- | ------ | ---------------------- | ------- |
|      | Universidad de Chile                                  | Santiago, Chile    | 1842    | Metrolitana | Estatal  | U      | La U                   |         |
|      | Pontificia Universidad Católica de Chile              | Santiago, Chile    | 1888    | Metrolitana | Privada  | UC     | La Cato                |         |
|      | Universidad Metropolitana de Ciencias de la Educación | Santiago, Chile    | 1889    | Metrolitana | Estatal  | UMCE   | UMCE                   |         |
|      | Universidad Tecnológica Metropolitana (Chile)         | Santiago, Chile    | 1993    | Metrolitana | Estatal  | UTEM   | Utem                   |         |
|      | Universidad de Santiago de Chile                      | Santiago, Chile    | 1848    | Metrolitana | Estatal  | USACH  | Usah                   |         |
|      | Universidad Andrés Bello                              | Santiago, Chile    | 1988    | Metrolitana | Privada  | UNAB   | UNAB                   |         |
|      | Universidad de Tarapacá                               | Arica              | 1981    | Norte       | Estatal  | UTA    | León                   |         |
|      | Universidad Arturo Prat                               | Iquique            | 1984    | Norte       | Estatal  | UNAP   | Dragones               |         |
|      | Universidad Católica del Norte                        | Antofagasta        | 1956    | Norte       | Estatal  | UCN    | Celeste y Blanco       |         |
|      | Universidad de Antofagasta                            | Antofagasta        | 1981    | Norte       | Estatal  | UA     | Chungungo              |         |
|      | Universidad de Atacama                                | Copiapó            | 1981    | Norte       | Estatal  | UDA    | UDA                    |         |
|      | Universidad de La Serena                              | La Serena          | 1981    | Norte       | Estatal  | ULS    | La Serena              |         |
|      | Pontificia Universidad Católica de Valparaíso         | Valparaíso         | 1928    | Costa       | Estatal  | PUCV   | Católica de Valparaíso |         |
|      | Universidad Técnica Federico Santa María              | Valparaíso         | 1931    | Costa       | Privada  | USM    | Santa María            |         |
|      | Universidad de Valparaíso                             | Valparaíso         | 1931    | Costa       | Pública  | UV     | UV                     |         |
|      | Universidad de Talca                                  | Talca              | 1981    | Sur         | Pública  | UTAL   | UTAL                   |         |
|      | Universidad Católica del Maule                        | Talca              | 1991    | Sur         | Privada  | UCM    | UCM                    |         |
|      | Universidad Católica de la Santísima Concepción       | Concepción (Chile) | 1991    | Sur         | Privada  | UCSC   | UCSC                   |         |
|      | Universidad San Sebastián                             | Concepción (Chile) | 1989    | Sur         | Privada  | USS    | USS                    |         |
|      | Universidad de Concepción                             | Concepción (Chile) | 1919    | Sur         | Estatal  | UdeC   | UdeC                   |         |
|      | Universidad Católica de Temuco                        | Temuco             | 1959    | Austral     | Pprivada | UCT    | UCT                    |         |
|      | Universidad de La Frontera                            | Temuco             | 1981    | Austral     | Estatal  | UFRO   | UFRO                   |         |
|      | Universidad Austral de Chile                          | Valdivia           | 1954    | Austral     | Estatal  | UAC    | Austral                |         |
|      | Universidad de Los Lagos                              | Osorno             | 1993    | Austral     | Estatal  | ULAGOS | ULAGOS                 |         |
|      | Universidad de Magallanes                             | Punta Arenas       | 1961    | Austral     | Estatal  | UMAG   | MAG                    |         |